# Opizzo Fieschi
Opizzo Fieschi (prima metà del XIII secolo – dopo il 1291) è stato un patriarca cattolico italiano.

## Biografia
Esponente della nobile famiglia ligure dei Fieschi, pare fosse figlio di Tedisio, infatti nell'obituario di San Lorenzo in Genova è ricordato come patruus ("zio paterno") di Bertolino di Ugo di Tedisio Fieschi. Risulta quindi nipote di papa Innocenzo IV, al secolo Sinibaldo Fieschi.
In giovane età abbracciò la vita religiosa. Il 14 ottobre 1245 il pontefice lo incaricò di recarsi in Prussia per riappacificare Swietopelk II, duca di Pomerania orientale, e l'Ordine teutonico; allora ricopriva la carica di abate del monastero di Mezzana, in diocesi di Piacenza.
Il 22 luglio 1246 fu nominato patriarca latino di Antiochia, succedendo ad Alberto da Reggio che era morto nel corso del concilio di Lione I. All'epoca il Fieschi doveva trovarsi proprio nella città francese, ma si mise presto in viaggio giungendo a Genova, dove fu accolto con grandi onori essendo allora la città vicina alla politica papale. Nell'ottobre successivo fu nominato legato apostolico presso l'esercito cristiano in Terrasanta. Nella stessa occasione il pontefice gli assicurò che, a causa della rivolta del patriarca greco Eutimio, tutte le Chiese suffraganee di quest'ultimo strappate all'occupazione islamica, sarebbero passate sotto il patriarcato latino.
Tuttavia il Fieschi si trattenne a lungo in Italia, in attesa della stagione propizia per il viaggio. Nell'aprile 1248 nominò un procuratore che ritirasse a suo nome alcune suppellettili che il Rezzato aveva lasciato a San Marco di Mantova, in custodia al marchese di Soragna.
Giunto infine ad Antiochia, provvide subito a scomunicare Eutimio, che abbandonò la sede.
Il 7 novembre 1252 il papa gli ordinò di riconoscere al giovane principe di Antiochia Boemondo VI la maggiore età, in modo da liberarlo dalla tutela della madre Luciana di Segni. Nel periodo successivo il principato era stato invaso dai musulmani e Opizzo lasciò la sua sede, assumendo il 30 marzo 1254 l'amministrazione dell'arcidiocesi di Nicosia.
Per poter far fronte alle spese per le spese dei suoi frequenti viaggi alla Curia romana, ebbe la possibilità di trattenere una parte dei redditi del defunto vescovo di Norwich e metà degli aiuti inviati ad Antiochia. È attestata la sua presenza a San Giovanni d'Acri nell'ottobre 1254.
Dopo la morte dello zio, fu eletto papa Alessandro IV che il 23 marzo 1255 confermò al Fieschi l'incarico di legato pontificio nel patriarcato. Inoltre, tre canonici del patriarcato di Gerusalemme lo avrebbero voluto come loro vescovo, ma la scelta non fu confermata dal papa che gli preferì il vescovo di Verdun Jacques Pantaléon (futuro papa Urbano IV).
Il 17 dicembre 1255 Alessandro IV ribadì la sua intenzione a concedere al Fieschi il primo vescovado che fosse diventato vacante nel principato di Antiochia o nel regno di Cipro, dato che la sua diocesi era stata devastata dai musulmani. Il 28 gennaio 1256 il vescovo di Tortosa e il vescovo di Tripoli furono incaricati di consegnargli il denaro che Innocenzo IV aveva depositato presso i templari e gli ospitalieri per aiutarlo.
Il 21 febbraio seguente ebbe in amministrazione la diocesi di Limassol.
Nel 1264 non risultava risiedere ad Antiochia, essendo rappresentato da un vicario. Probabilmente questo è spiegato dalla sempre più difficile situazione che attraversava il principato: quattro anni dopo, la stessa Antiochia fu espugnata e devastata dal sultano d'Egitto Baibars.
È probabile che il patriarca vivesse in Italia già da qualche anno, dove collaborava con il cardinale Ottobono Fieschi (forse suo fratello), che si stava alleando con Carlo d'Angiò. In una lettera inviata nel 1265 da papa Clemente IV al legato Simon de Brion, si citavano le pressioni che i due Fieschi avevano subito perché convincessero Genova ad autorizzare il transito delle truppe angioine, schierate contro Manfredi di Svevia.
Il Fieschi ebbe poi l'incarico di recuperare e difendere i beni che il parente aveva ereditato da Innocenzo IV nel sud Italia, favorito dalla protezione di Carlo d'Angiò. Riunitosi a Ottobono, lo seguì a Roma e qui spronò il patriarca di Gerusalemme Tommaso Agni a confermare l'istituzione di un convento di clarisse fuggite dalla Romania presso la chiesa di Sant'Andrea delle Fratte (1272). Presente all'apertura del concilio di Lione II (1274), nel 1280 fu nominato amministratore della diocesi di Trani da papa Niccolò III, con il consenso di Carlo d'Angiò.
Il 4 giugno 1288 papa Niccolò IV lo nominò amministratore dell'arcidiocesi di Genova, vacante da due anni a causa di divisioni interne al capitolo della cattedrale. In questa veste favorì senza troppa discrezione gli interessi della propria famiglia, tagliata fuori dalla vita politica locale con l'istituzione del regime dei capitani del Popolo.
Accusato di aver fomentato la fallita rivolta del 1º gennaio 1289, il Fieschi lasciò la città e l'amministrazione della diocesi passò vicario generale Bartolomeo da Reggio. Successivamente il governo genovese protestò con veemenza di fronte a Niccolò IV, ma questi confermò l'incarico al prelato, limitandosi solo ad annullare alcuni suoi provvedimenti. In ogni caso, da questo momento non riuscì più ad esercitare alcuna influenza sulla politica cittadina.
Nel 1291 Niccolò IV lo incaricò di scomunicare i mercanti genovesi che commerciavano con l'Egitto, chiedendogli inoltre di agire perché i traffici con il sultanato fossero vietati dagli statuti cittadini. Nello stesso anno la cattedra genovese fu assegnata a Jacopo da Varagine e il Fieschi, quale pensione, ebbe varie prebende prelevate dai beni dei monasteri cistercensi.
Morì probabilmente poco dopo.